# Cristela
Cristela est une série télévisée américaine en 22 épisodes de 22 minutes créée par Cristela Alonzo et Kevin Hench, et diffusée entre le 10 octobre 2014, et le 17 avril 2015 sur le réseau ABC et en simultanée sur CHCH au Canada.
Cette série est inédite dans tous les pays francophones.

## Distribution

### Acteurs principaux
- Cristela Alonzo : Cristela « Cris » Hernandez
- Maria Canals Barrera : Daniela Gonzalez (née Hernandez), sœur de Cristela
- Carlos Ponce : Felix Gonzalez, mari de Daniela
- Terri Hoyos (en) : Natalia « Ama » Hernandez, mère de Cristela et Daniela
- Andrew Leeds : Josh, collègue de travail de Cristela
- Sam McMurray : Trent Culpepper, patron de Cristela et Josh
- Justine Lupe (Sarah Halford dans le pilote) : Maddie Culpepper, fille de Trent
- Jacob Guenther : Henry Gonzalez, fils de Felix et Daniela
- Isabella Day : Isabella « Izzy » Gonzalez, fille de Felix et Daniela

### Acteurs récurrents
- Gabriel Iglesias : Alberto (13 épisodes)
- Adam Shapiro : Ben Buckner (4 épisodes)

### Invités
- Jenn Proske : Cheri (épisode 4)
- Mark Cuban : Lui-même (épisode 5)
- Valente Rodriguez (en) : Eddie Hernandez (épisode 9)
- Roseanne Barr : Veronica Culpepper, ex-femme de Trent (épisodes 10 et 14)
- Tony Plana : Joaquin Alvarez (épisode 11)
- Tim Bagley : Mr Lathrop (épisode 15)
- Tim Allen : Mike Baxter (crossover avec Last Man Standing, épisode 20)
- Héctor Elizondo : Ed Alazte (crossover avec Last Man Standing, épisode 20)

## Production

### Développement
Le projet de Cristela Alonzo a débuté en août 2013. ABC a officiellement commandé une « présentation » le 26 février 2014,.
Le mois suivant, la production engage Terri Hoyos (en), Roxana Ortega (Daniela), Carlos Ponce, Andrew Leeds et Sarah Halford (Maddie) pour le tournage de la présentation pilote.
Le 10 mai 2014, le réseau ABC annonce officiellement après le visionnement du pilote, la commande de la série,, et trois jours plus tard lors des Upfronts, place la série le vendredi à l'automne.
En août, Justine Lupe reprend le rôle de Maddie (le rôle de Daniela a été recasté à Maria Canals Barrera entretemps). En novembre, Roseanne Barr est invitée pour deux épisodes.
Le 24 novembre 2014, le réseau ABC, commande une saison complète de vingt-deux épisodes.
En février 2015, ABC annonce un crossover avec la série Last Man Standing.
Le 7 mai 2015, la série est officiellement annulée.

## Épisodes
| №                                         | Titre                      | Réalisation            | Scénario                            | Première diffusion | Code de prod. | Audience (millions) |
| ----------------------------------------- | -------------------------- | ---------------------- | ----------------------------------- | ------------------ | ------------- | ------------------- |
| 1                                         | Pilot                      | John Pasquin           | Cristela Alonzo et Kevin Hench (en) | 10 octobre 2014    | 1AYC01        | 6,51                |
| 2                                         | Soul Mates                 | Gerry Cohen (en)       | Kevin Abbott et Cristela Alonzo     | 17 octobre 2014    | 1AYC04        | 5,99                |
| 3                                         | Mr. Felix and Ms. Daniela  | Victor Gonzalez (en)   | Emilia Serrano                      | 24 octobre 2014    | 1AYC06        | 5,04                |
| 4                                         | Hall-Oates-Ween            | John Pasquin           | Kay Cannon (en)                     | 31 octobre 2014    | 1AYC03        | 5,40                |
| 5                                         | Super Fan                  | Victor Gonzalez        | Cristela Alonzo et Kevin Hench      | 7 novembre 2014    | 1AYC07        | 4,95                |
| 6                                         | Equal Pay                  | John Pasquin           | Peter Murrieta (en)                 | 14 novembre 2014   | 1AYC02        | 5,11                |
| 7                                         | Enter Singing              | Gail Mancuso           | Dana Gould                          | 21 novembre 2014   | 1AYC08        | 5,19                |
| 8                                         | Floor Favor                | Gail Mancuso           | Julius Sharpe                       | 5 décembre 2014    | 1AYC09        | 4,64                |
| 9                                         | It's Not About the Tamales | John Pasquin           | Cristela Alonzo                     | 12 décembre 2014   | 1AYC12        | 4,45                |
| 10                                        | Veronica                   | Victor Gonzalez        | Kevin Abbott et Pat Bullard         | 9 janvier 2015     | 1AYC11        | 6,61                |
| 11                                        | Dead Arm                   | Gail Mancuso           | Peter Murrieta                      | 16 janvier 2015    | 1AYC13        | 5,10                |
| 12                                        | Hypertension               | Gail Mancuso           | Kevin Abbott et Pat Bullard         | 30 janvier 2015    | 1AYC14        | 5,69                |
| 13                                        | Mexican Mona Lisa          | John Pasquin           | Peter Murrieta                      | 6 février 2015     | 1AYC10        | 5,49                |
| 14                                        | Marriage, Counselor        | Ted Wass               | Eben Russell                        | 20 février 2015    | 1AYC17        | 5,05                |
| 15                                        | Gifted & Talented          | Robbie Countryman (en) | Kevin Hench                         | 27 février 2015    | 1AYC16        | 5,66                |
| 16                                        | Confirmation               | Robbie Countryman      | Kay Cannon                          | 13 mars 2015       | 1AYC15        | 5,04                |
| 17                                        | Fifteen-Something          | Ted Wass               | Cristela Alonzo                     | 20 mars 2015       | 1AYC18        | 5,27                |
| 18                                        | Latino 101                 | Ted Wass               | Peter Murrieta                      | 27 mars 2015       | 1AYC19        | 4,40                |
| 19                                        | Great Expectations         | John Pasquin           | Daley Haggar                        | 27 mars 2015       | 1AYC05        | 4,10                |
| 20                                        | Last Goose Standing        | Ted Wass               | D.J. Ryan et Aaron Serna            | 3 avril 2015       | 1AYC20        | 5,43                |
| Épisode crossover avec Last Man Standing. |                            |                        |                                     |                    |               |                     |
| 21                                        | Village Mode               | Bob Koherr (en)        | Pat Bullard et Peter Murrieta       | 10 avril 2015      | 1AYC21        | 5,13                |
| 22                                        | Movin' On Up               | Ted Wass               | Kevin Abbott                        | 17 avril 2015      | 1AYC22        | 4,77                |

## Audiences

### Aux États-Unis
Le vendredi 10 octobre 2014, l’épisode pilote de la série effectue un démarrage satisfaisant en touchant 6,51 millions de téléspectateurs, et en réalisant un taux de 1,3 % sur les 18/49 ans, la cible prisée des annonceurs américains.